# マジック (1978年の映画)
マジック（原題: Magic）は1978年のアメリカ映画。日本公開は1979年3月3日。
リチャード・アッテンボロー監督がメガホンを撮り、アンソニー・ホプキンスが腹話術師に扮した異色のサスペンス・ホラーである。

## あらすじ
売れないカード手品師のコーキーは、ファッツという人形を使って腹話術を始めるが、これがたちまち人気を呼びコーキーは一躍有名になる。ベン・グリーンというエージェントをつけて、ニューヨークへの進出も果たし、テレビショーへの出演も決まるが、コーキーは仕事を放棄して突然姿を消してしまう。

## キャスト
| 役名       | 俳優                               | 日本語吹替 （テレビ版）                      |
| ---------- | ---------------------------------- | -------------------------------------------- |
| コーキー   | アンソニー・ホプキンス             | 納谷六朗                                     |
| ファット   | アンソニー・ホプキンス             | 北村弘一                                     |
| ペギー     | アン＝マーグレット                 | 宗形智子                                     |
| グリーン   | バージェス・メレディス             | 村越伊知郎                                   |
| デューク   | エド・ローター                     | 池田勝                                       |
| マーリン   | E・J・アンドレ                     | 辻村真人                                     |
| トッドソン | デヴィッド・オグデン・スティアーズ |                                              |
| その他     | N/A                                | 寺崎克己 佐藤正治 石田美鈴 西野純司 星野充昭 |

## スタッフ
- 原作・脚本：ウィリアム・ゴールドマン
- 監督：リチャード・アッテンボロー
- 撮影：ヴィクター・J・ケンパー
- 音楽：ジェリー・ゴールドスミス
- 美術：テレンス・マーシュ

### 日本語版
- 演出：高桑慎一郎
- 翻訳：たかしまちせこ
- 音楽効果：佐藤良介
- 調整：遠西勝三
- スタジオ：ニュージャパンスタジオ
- 配給：ビアコム・ジャパン